# Zegzel
Zegzel  (in arabo زكزل‎?) è un centro abitato e comune rurale del Marocco situato nella provincia di Berkane, regione di Regione Orientale. Conta una popolazione di 16 137 abitanti (censimento 2014).